# Amblyraja frerichsi
La Raya de hondura (Amblyraja frerichsi) es una especie de pez cartilaginoso de la familia de los Rajidae en el orden de los Rajiformes.
Su dieta se compone en pequeños invertebrados bentónicos, mientras que los adultos son generalmente piscívoros.
Está especie se encuentra actualmente vulnerable (VU).

## Hábitat
Es un pez cartilaginoso aguas profundas de un gran tamaño (hasta 176 cm de longitud), que vive desde los 600 hasta los 2610 m de profundidad.

## Distribución geográfica
Se encuentra en el Pacífico sureste y el Atlántico suroeste desde Antofagasta, Chile y hacia el sur alrededor del Cabo de Hornos hasta Río de Janeiro, Brasil, incluido las Islas Malvinas.

## Morfología
Raya de tamaño mediano de color marrón oscuro o grisáceo, con manchas más oscura; cola y bordes de las aletas dorsales oscuros. Posee un disco rómbico más ancho que largo en forma de corazón, densa cobertura de espinas grandes en la base de las aletas pectorales, zona ventral lisa, dos aletas dorsales pequeñas, unidas o separadas y aleta caudal pequeña.

## Reproducción
las hembras maduran a los 96  cm LT, mientras que los machos lo hacen a los 85 cm LT. La reproducción es ovípara y las cápsulas de sus huevos suelen depositarse en corales de aguas profundas.